# نانسي (اسم)
نانسي هو اسم فتاة من أصل فرنسي وعبراني. كان اسم نانسي في الأصل ماخؤذ من اسم آني أو آن.